# Monteiro Lobato (São Paulo)
Monteiro Lobato, amtlich portugiesisch Município de Monteiro Lobato, ist eine kleine Gemeinde im Südosten des brasilianischen Bundesstaates São Paulo. Die Bevölkerung wurde zum 1. Juli 2020 auf 4696 Einwohner geschätzt, die auf einer Gemeindefläche von rund 333 km² leben und Lobatenser (lobatenses) genannt werden. Sie steht an 531. Stelle der 645 Munizips des Bundesstaates. Die Entfernung zur Hauptstadt São Paulo beträgt 132 km. Sie gehört zur Metropolregion Vale do Paraíba e Litoral Norte.

## Toponymie
Benannt ist der Ort zu Ehren des Schriftstellers Monteiro Lobato, der Land und Leute in seinen Werken beschrieben hatte.

## Geographie
Die Gemeinde liegt in einer bergigen Region (Serra da Mantiqueira, Serra da Buquira) und an den Ufern des kleinen Flusses Rio Buquira. Die Höhe wird mit etwa 685 Metern über Normalnull angegeben, es herrscht tropisches gemäßigtes Höhenklima, Cfa/Cwa nach der Klimaklassifikation nach Köppen und Geiger. Die Durchschnittstemperatur ist 19,2 °C. Die durchschnittliche Niederschlagsmenge liegt bei 1443 mm im Jahr. Das Biom ist Mata Atlântica.
Umliegende Gemeinden sind im Norden Sapucaí-Mirim und Santo Antônio do Pinhal, im Süden Caçapava, im Westen São José dos Campos und im Osten Taubaté und Tremembé. Im Norden grenzt die Gemeinde an den Bundesstaat Minas Gerais.

## Geschichte
Die Gemeinde wurde 1948 durch Landesgesetz gegründet.

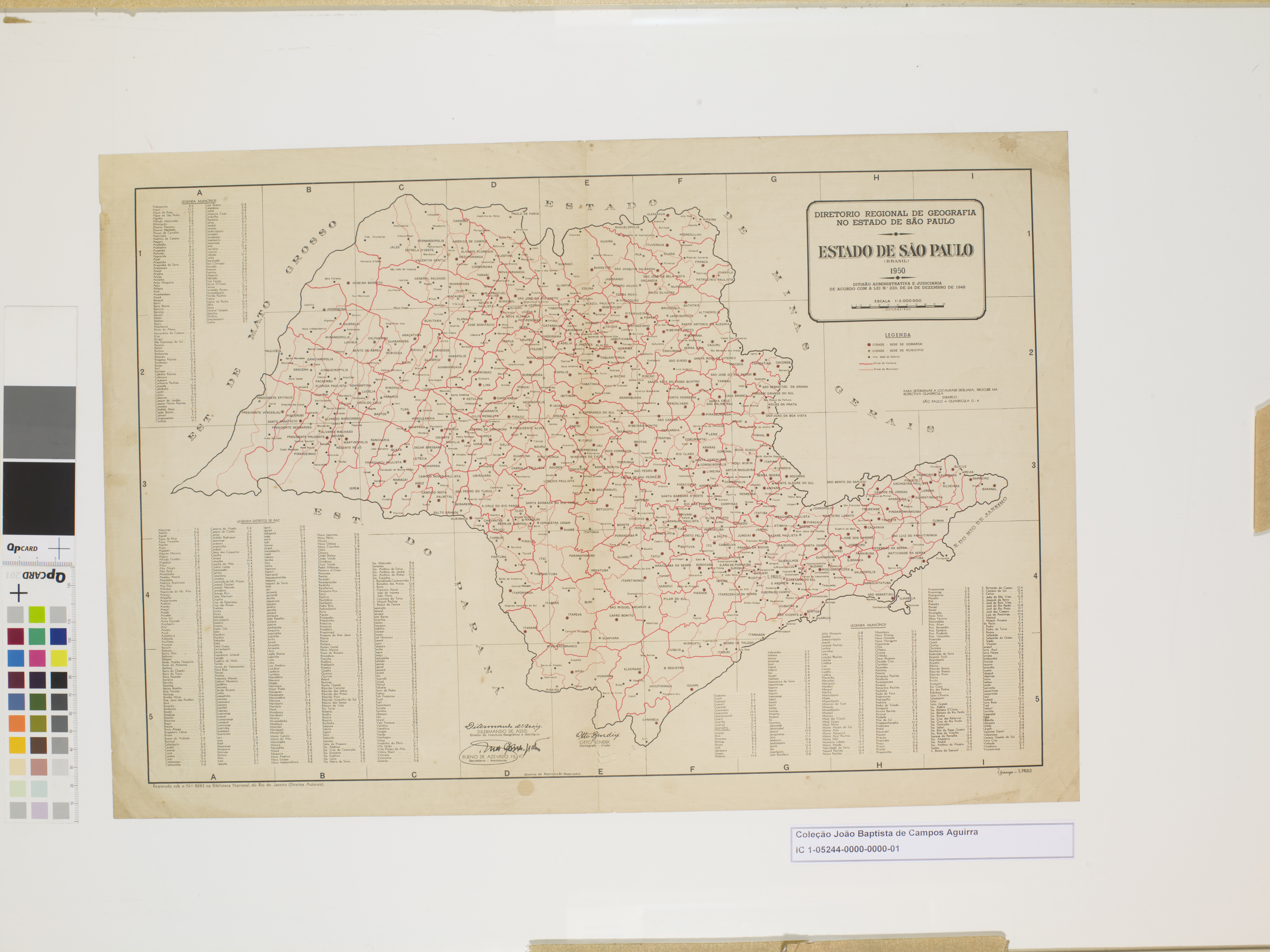
Karte des Bundesstaates São Paulo (1948).

## Stadtverwaltung
Bei den Kommunalwahlen in Brasilien 2016 wurde Daniela de Cássia Santos Brito des PSB für die Amtszeit von 2017 bis 2020 zur Stadtpräfektin (Bürgermeisterin) gewählt. Bei den Kommunalwahlen in Brasilien 2020 wurde sie für die Amtszeit von 2021 bis 2024 mit 33,23 % oder 964 der gültigen Stimmen durch Edmar José de Araújo des Partido Social Democrático (PSD) abgelöst.
Die Legislative der Gemeinde liegt bei einem Stadtrat aus 9 gewählten Vertretern (vereadores) der Câmara Municipal.